# Посёлок Лесничества (Рославльский район)
Лесничества — упразднённый посёлок в Рославльском районе Смоленской области России. Входил в Пригорьевское сельское поселение. 

## География
Расположен в южной части области в 25 км к востоку от Рославля, в 21 км северо-восточнее автодороги А141 Орёл — Витебск. В 0,1 км южнее посёлка расположена железнодорожная станция О.п. 23-й км на линии Рославль — Фаянсовая.

## История
В годы Великой Отечественной войны посёлок была оккупирована гитлеровскими войсками в августе 1941 года, освобождена в сентябре 1943 года.
Исключён из учётных данных в 2010 году.